# Chelostoma rapunculi
Chelostoma rapunculi là một loài ong trong họ Megachilidae. Loài này được Lepeletier miêu tả khoa học đầu tiên năm 1841.